# کوین پی کرگل
کوین پی کرگل (به انگلیسی: Kevin R. Kregel) فضانورد اهل کشور ایالات متحده آمریکا است که در ۱۶ سپتامبر ۱۹۵۶ میلادی در آمیتی‌ویل، نیویورک زاده شد. وی در مأموریت اس‌تی‌اس-۷۰، اس‌تی‌اس-۷۸، اس‌تی‌اس-۸۷، اس‌تی‌اس-۹۹ حضور داشته‌است.